# Municipalità locale di Blouberg
Blouberg è una municipalità locale (in inglese Blouberg Local Municipality) situata in una zona montuosa all'interno della municipalità distrettuale di Capricorn della provincia del Limpopo in Sudafrica.
Il suo territorio si estende su una superficie di 4.540 km² ed è suddiviso in 18 circoscrizioni elettorali (wards). Il suo codice di distretto è LIM351.
La popolazione è costituita principalmente da persone di etnia Bahananwa e Batlokwa e in minore misura da persone di etnia Venda e Afrikaans ed in base al censimento del 2001 ammonta a 161.321 persone.

## Storia
La municipalità di Blouberg è nata nel 2000 dalla fusione del Consiglio di Distretto Settentrionale e Bochum/ My darling TLC. Nel XIX secolo, i boeri trovarono una fortissima resistenza da parte della popolazione locale durante la fase di colonizzazione. Il più grande oppositore fu Kgoši Ratšhatšha Malebogo, grande capo dei Bahananwa. Anche l'introduzione dei Bantustan non ebbe l'approvazione della popolazione.

## Geografia fisica

### Confini
La municipalità locale di Blouberg confina a nord e a ovest con quella di Lephalale (Waterberg), a nord con quella di Musina (Vhembe), a est con quella di Makado (Vhembe), a sud con quelle di Molemole, Aganang e quella di Mogalakwena (Waterberg).

### Città e comuni
- Alldays
- Bahanawa
- Bahanawa-Ba-Kibi
- Blinkwater
- Blouberg
- Bochum
- De Gracht
- Dichoeng
- Gregory
- Manthata
- Matlala
- Pietersburg
- Ramutla
- Senwabarwana (Bochum)
- Seshego
- Tolwe

### Fiumi
- Brak
- Kolope
- Mogalakwena
- Seepabana
- Setonki
- Sonope
- Stinkwater

### Dighe
- Glen Alpine Dam

## Economia

### Turismo
Le riserve naturali di Maleboho e di Blouberg sono le attrazioni turistiche principali della regione.